# Candé-sur-Beuvron
Candé-sur-Beuvron ist eine französische Gemeinde mit 1.487 Einwohnern (Stand: 1. Januar 2022) im Département Loir-et-Cher in der Region Centre-Val de Loire; sie gehört zum Arrondissement Blois und zum Kanton Blois-3. Die Einwohner werden Candéens genannt.

## Geographie
Die Gemeinde Candé-sur-Beuvron liegt etwa zehn Kilometer südsüdwestlich von Blois und 23 Kilometer nordöstlich von Amboise an der Loire, in die hier der Beuvron (der zuvor den Cosson aufgenommen hat) mündet, am Westrand der Seenlandschaft Sologne. Umgeben wird Candé-sur-Beuvron von den Nachbargemeinden Valloire-sur-Cisse im Nordwesten und Norden, Chailles im Nordosten, Les Montils im Osten, Valaire im Süden sowie Chaumont-sur-Loire im Südwesten.

## Bevölkerungsentwicklung
| Jahr                       | 1962 | 1968 | 1975 | 1982 | 1990 | 1999 | 2006 | 2017 |
| Einwohner                  | 501  | 508  | 540  | 916  | 1134 | 1208 | 1408 | 1497 |
| Quellen: Cassini und INSEE |      |      |      |      |      |      |      |      |

## Sehenswürdigkeiten

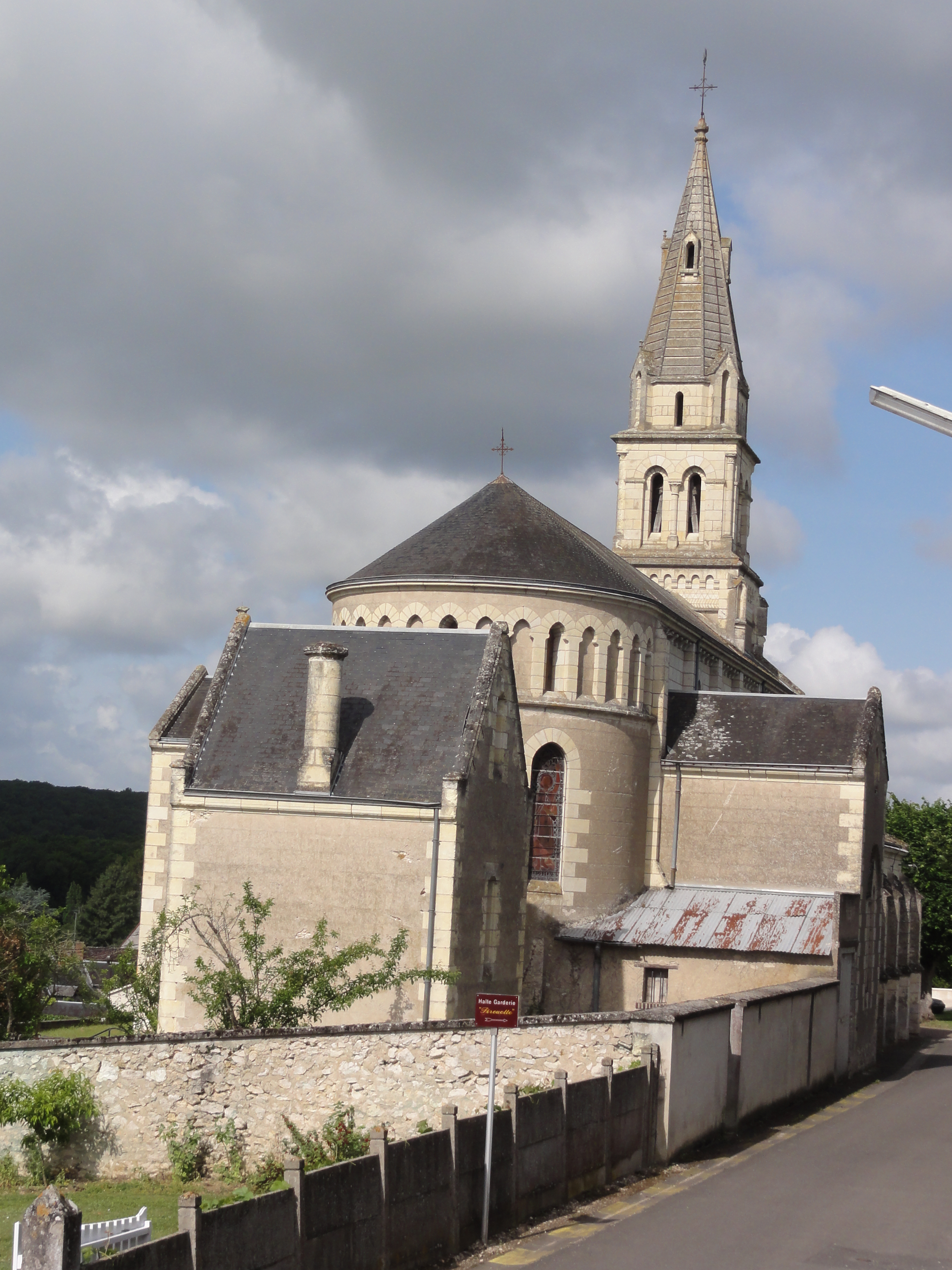
Kirche Saint-Bienheuré
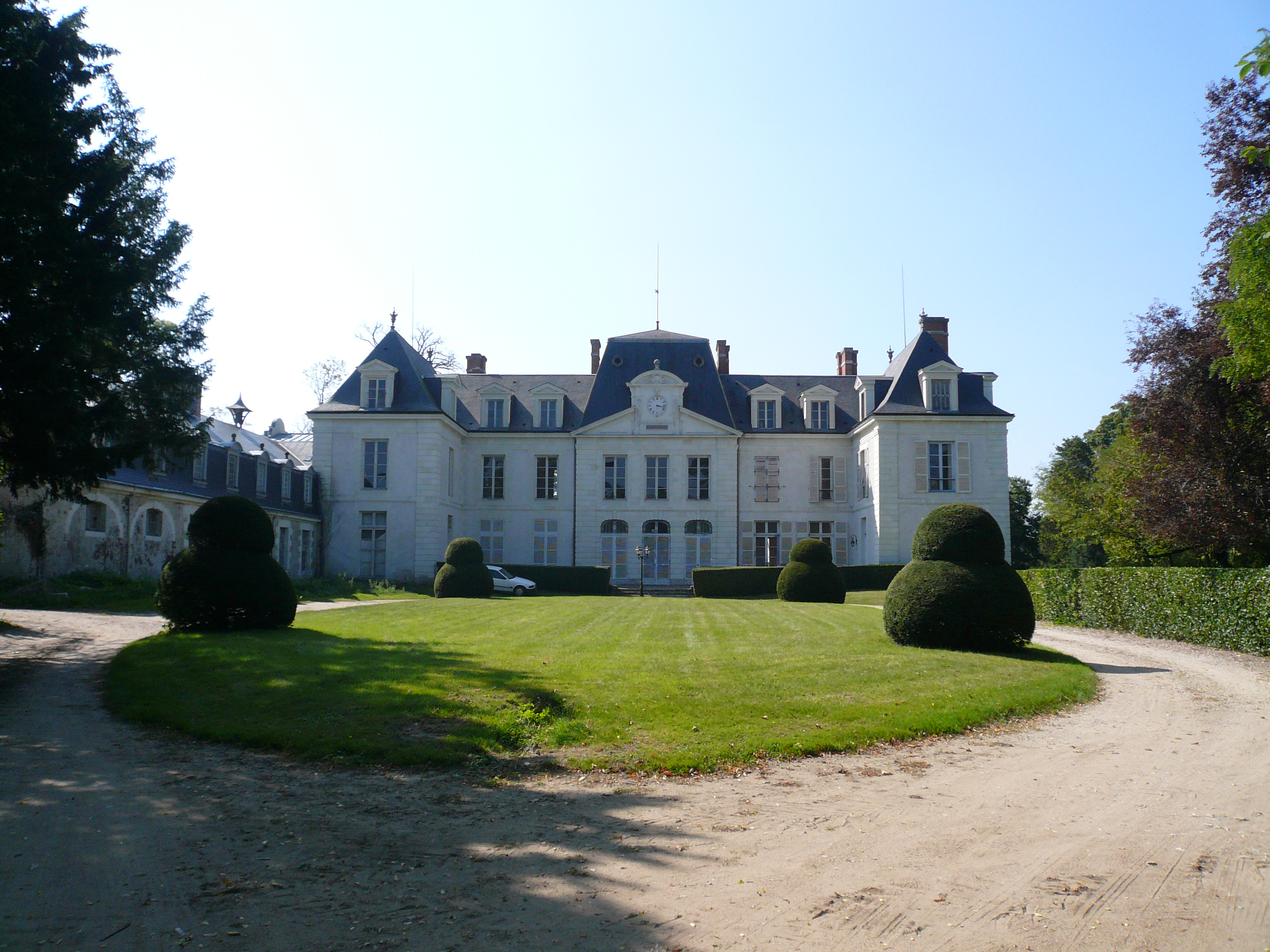
Schloss Candé-sur-Beuvron
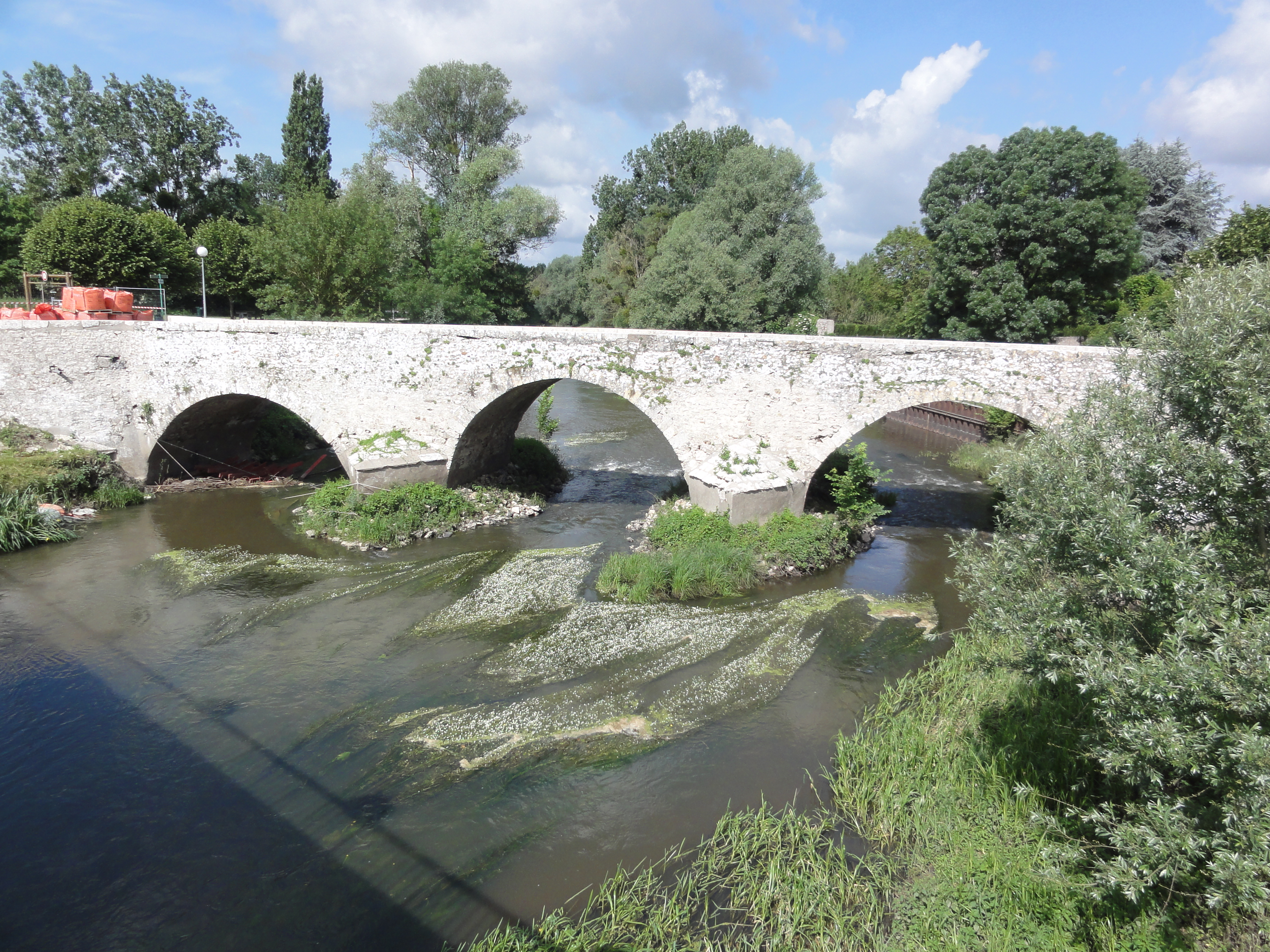
Schloss Madon
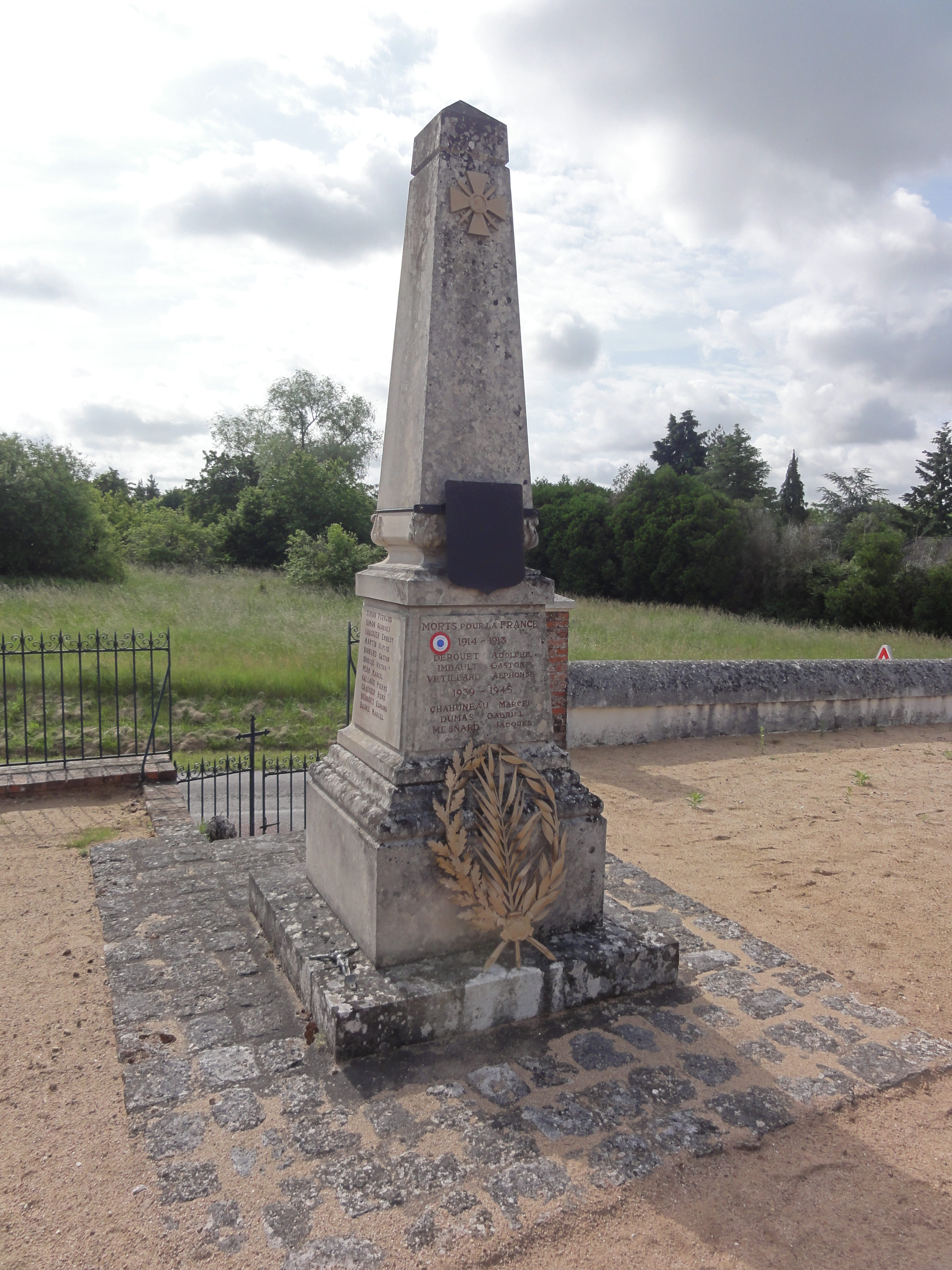
alte Brücke über den Beuvron

- Kirche Saint-Bienheuré
- Schloss Madon
- Alte Brücke über den Beuvron
- Gefallenendenkmal

## Gemeindepartnerschaft
Mit der belgischen Gemeinde Olne in Wallonien besteht seit 2004 eine Partnerschaft.